# Xarxar
Xarxar è un comune dell'Azerbaigian situato nel distretto di Gədəbəy. Conta una popolazione di 1 550 abitanti.